# Pokrovskite
La pokrovskite è un minerale.